# Disperatamente l'estate scorsa
Disperatamente l'estate scorsa è un film del 1970 scritto e diretto da Silvio Amadio.

## Produzione
Il film fu girato prevalentemente in Sardegna.

## Distribuzione
Il film fu distribuito nelle sale cinematografiche nel 1970.